# Jannick Top

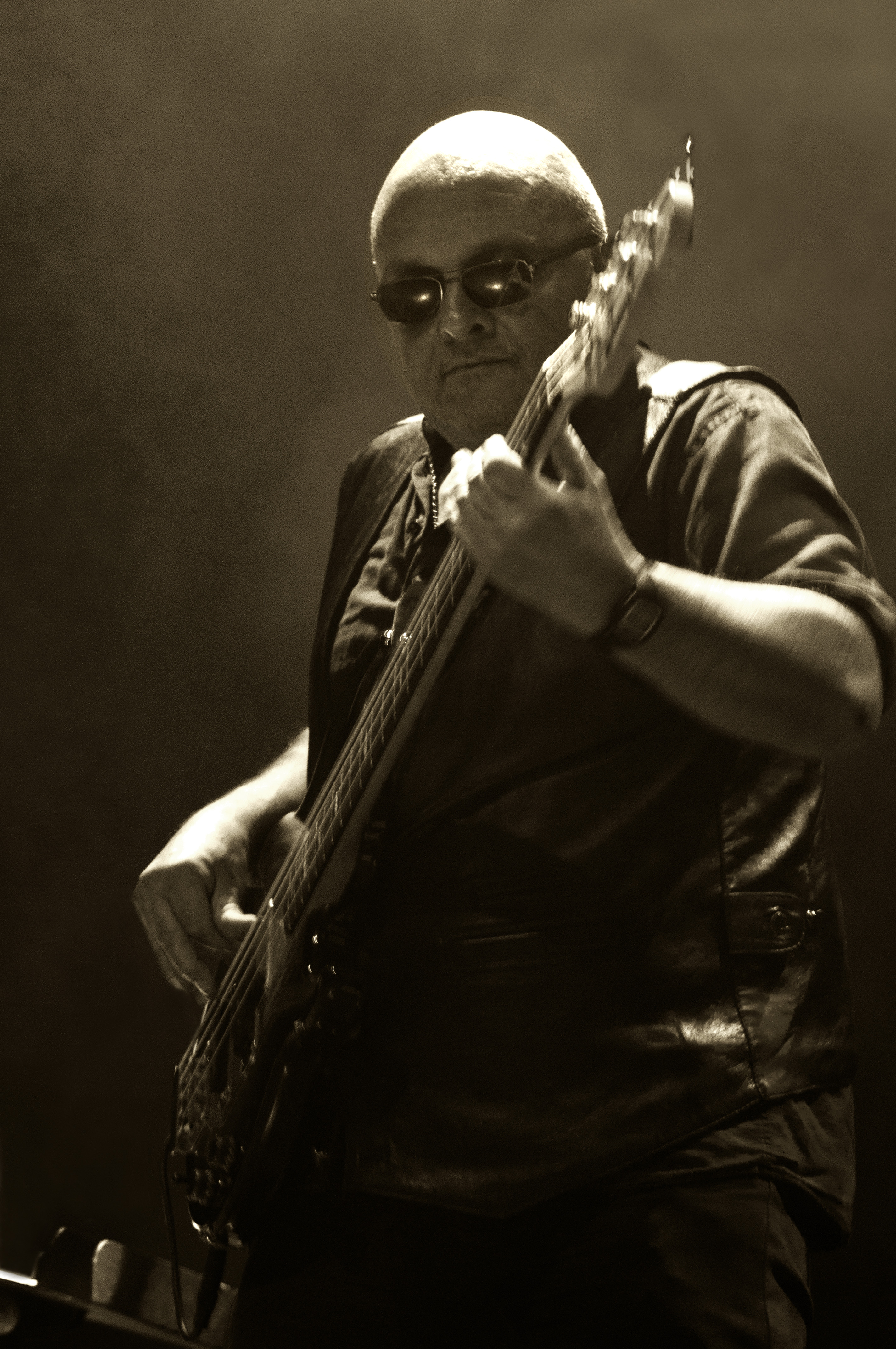
Jannick Top, 2011

Jannick Top (Marseille, 4 oktober 1947) is een Frans bassist, componist, arrangeur en producer.

## Levensloop
Top volgde op het conservatorium in Nice een klassieke opleiding: piano, cello, orkestdirectie, maar koos nadien voor de lichte muziek. Met drummer Vincent Séno richtte hij een groep op waarin hij contrabas speelde. Hij maakte deel uit van Troc en van mei 1973 tot oktober 1974 van Magma onder de naam Wahrgenuhr. Voor Magma componeerde hij De Futura. Hoewel hij maar een relatief korte tijd bij Magma was, is deze periode van grote invloed op hem geweest. Zijn naam blijft verbonden met het verschijnsel Zeuhl. Nadien vormde hij met Christian Vander en Benoît Widemann de band Fusion. Ook componeerde hij voor deze band.
Een van de kenmerken van zijn stijl is de stemming van zijn basgitaar: als een cello (C, G, D, A).
Met Michel Colombier maakte Top het album Wings. Voorts verleende hij muzikale medewerking aan reclameboodschappen van diverse grote merken. Hij heeft bijdragen geleverd aan albums van onder anderen Françoise Hardy, France Gall, Johnny Hallyday, Ray Charles, Eurythmics en Céline Dion.